# Högtjärnen (Söderbärke socken, Dalarna)
Högtjärnen är en sjö i Smedjebackens kommun i Dalarna och ingår i Norrströms huvudavrinningsområde.